# E.A.M - Estranei alla massa
E.A.M - Estranei alla massa è un film documentario italiano del 2001, diretto da Vincenzo Marra.

## Trama
Sette ragazzi napoletani condividono la passione per il Napoli; fanno parte di uno dei gruppi più vecchi di tifosi Ultras di Napoli, i Fedayn E.A.M. Napoli 1979. La narrazione segue le loro storie personali, tra le difficoltà quotidiane, che si intrecciano con le attività del gruppo impegnato nella preparazione delle coreografie allo stadio, o nell'affrontare con sacrifici le trasferte della loro squadra.